# Budapest XIX. kerületének műemléki listája
Ez a lista Budapest XIX. kerületének műemlékeit tartalmazza.
| Kép | Törzsszám | Cím                                                           | Név                                        | Helyrajzi szám |
| --- | --------- | ------------------------------------------------------------- | ------------------------------------------ | -------------- |
|     | 15796     | Kós Károly tér 16.                                            | Munkás Szent József Katolikus templom      | 160506         |
|     |           | Ady Endre út 73-75.                                           | Ady Endre Református Általános Iskola      | 166007         |
|     |           | Kossuth tér 11-12.                                            | Kispesti állami elemi és polgári fiúiskola | 162489         |
|     |           | Fő utca 22.                                                   | Kispesti Vigadó                            | 161965         |
|     |           | Kossuth Lajos utca 31.                                        | lakóépület                                 | 162204         |
|     |           | Áruház köz 9.                                                 | Postaépület                                | 162492         |
|     |           | Ady Endre út 57.                                              | Református parókia                         | 164695         |
|     |           | Kossuth Lajos utca 8.                                         | volt polgármesteri rezidencia              | 164256         |
|     |           | Városház tér                                                  | Épületegyüttes                             |                |
|     |           | Nagykőrösi út – Határ út – Ady Endre út – Bercsényi út között | Munkás- és tisztviselő telep               |                |
|     |           | Kossuth Lajos utca 31.                                        | lakóépület                                 | 162204         |
|     | 15977     | Thököly Imre utca 12.                                         | lakóház                                    | 160503/2       |
|     | 15799     | Mészáros Lőrinc utca 49.                                      | lakóház                                    | 161237         |
|     | 15792     | Kós Károly tér 11.                                            | lakóház                                    | 160577         |
|     | 15784     | Kós Károly tér 3.                                             | lakóház                                    | 160804         |
|     | 15785     | Kós Károly tér 4.                                             | Eberling-Schoditsch-ház                    | 160803         |
|     | 15786     | Kós Károly tér 5.                                             | lakóház                                    | 160792         |
|     | 15787     | Kós Károly tér 6.                                             | lakóház                                    | 160791         |
|     | 15788     | Kós Károly tér 7.                                             | lakóház                                    | 160771         |
|     | 15789     | Kós Károly tér 8.                                             | lakóház                                    | 160767         |
|     | 15790     | Kós Károly tér 9.                                             | lakóház                                    | 160602         |
|     | 15791     | Kós Károly tér 10.                                            | lakóház                                    | 160601         |
|     | 15793     | Kós Károly tér 12-13.                                         | lakóház                                    | 160580         |
|     | 15794     | Kós Károly tér 14.                                            | lakóház                                    | 160574         |
|     | 15795     | Kós Károly tér 15.                                            | lakóház                                    | 160573         |
|     | 15782     | Kós Károly tér 1.                                             | Forbáth-Kós-Tornallyay-ház                 | 160503/1       |
|     | 15783     | Kós Károly tér 2.                                             | lakóház                                    | 160502         |
|     | 15797     | Nádasdy utca 27.                                              | lakóház                                    | 161214         |
|     | 15798     | Nádasdy utca 28.                                              | lakóház                                    | 161219         |